# Mrčevo (Pljevlja)
Pour les articles homonymes, voir Mrčevo.
Mrčevo (en serbe cyrillique : Мрчево) est un village du nord du Monténégro, dans la municipalité de Pljevlja.

## Démographie

### Évolution historique de la population
| 1948 | 1953 | 1961 | 1971 | 1981 | 1991 | 2003 |
| ---- | ---- | ---- | ---- | ---- | ---- | ---- |
| 78   | 105  | 132  | 116  | 65   | 29   | 16   |